# Ligombo

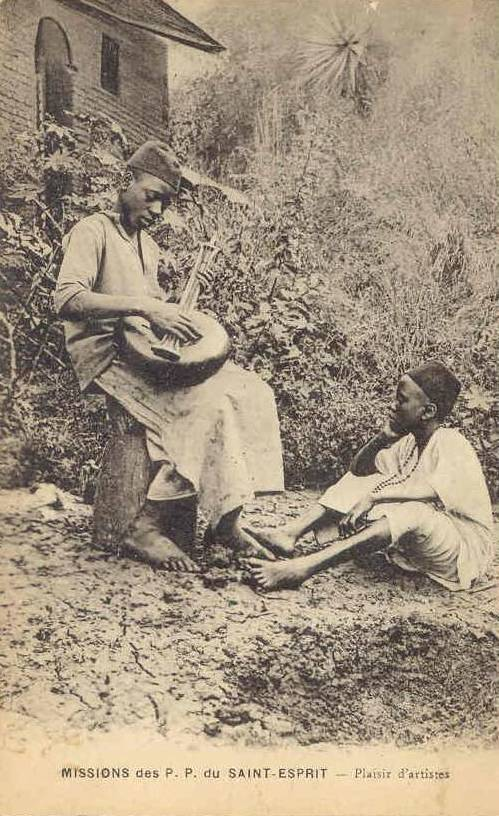
Spieler einer ligombo mit Kalebassen-Resonanzkörper in Tansania. Postkarte einer Missionsgesellschaft, vor 1877

Ligombo ist eine seltene, sechssaitige Schalenzither oder Trogzither der Hehe in der Region Iringa im Zentrum von Tansania und der Sangu in der Region Mbeya im Westen des Landes, die ein Sänger zur Liedbegleitung verwendet. Der Saitenträger dieses nur im ostafrikanischen Zwischenseengebiet vorkommenden Instrumententyps besteht aus einem schmalen, an der Oberseite schalenförmigen Brett, das zur Klangverstärkung an einem Ende auf eine Kalebasse gelegt und mit einer Schnur angebunden wird.

## Verbreitung

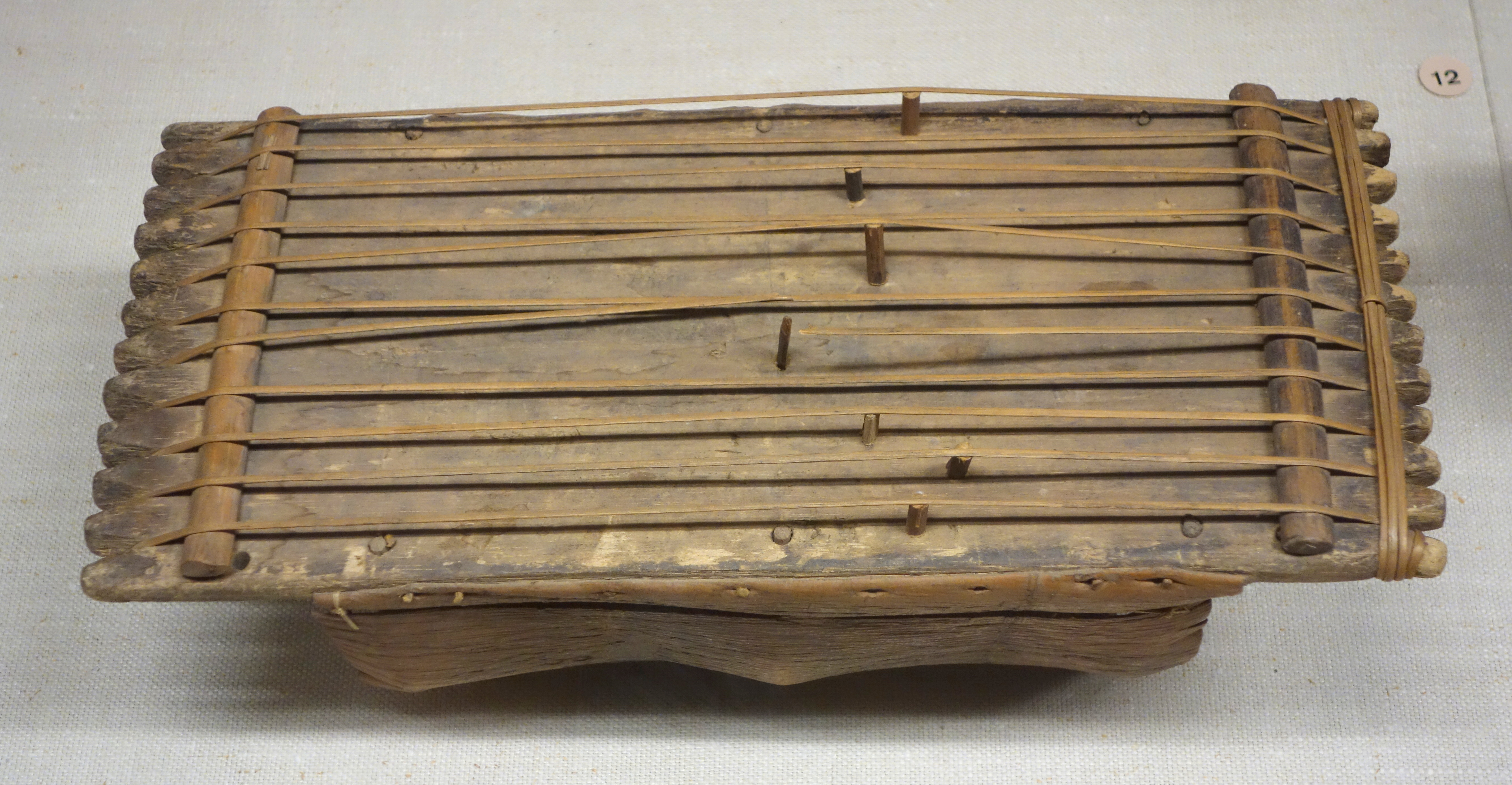
Brettzither der Makere, einer Sprachgruppe der Mangbetu im Norden des Kongo, mit heterochorden (aus fremdem Material bestehenden) Saiten. Weiterentwicklung der Floßzithern mit idiochorden Saiten. Königliches Museum für Zentral-Afrika in Tervuren.

Die eng verwandten Grundformen der einfachsten Saiteninstrumente sind Musikbögen mit einem biegsamen und mehr oder weniger gebogenen Saitenträger, zwischen dessen Enden eine Saite gespannt ist, und Stabzithern (oder Musikstäbe) mit einem geraden Saitenträger, über den eine oder mehrere Saiten meist parallel geführt werden. Für Ostafrika charakteristisch ist die ein- oder mehrsaitige Plattstabzither zeze, bei der eine Melodiesaite über der Schmalseite eines hochkant gestellten, flachen Saitenträgers verläuft. Zur Klangverstärkung ist an der Unterseite des Stabes eine Kalebasse befestigt. Die zweite Form eines Musikstabes sind Rundstabzithern, die für Uganda, den Osten des Kongo (einsaitige kingwandikila aus einem Palmblattstiel der Bembe) und Westafrika belegt sind. Eine besondere Form der Stabzithern ist die in Kamerun vorkommende, mehrsaitige Kerbstegzither mvet. Das älteste Foto einer solchen mehrsaitigen Stabzither nahm 1911 der Expeditionsleiter Armand Huterau (1875–1914) in der Region Uele im Norden des damaligen Kolonialgebiets Belgisch Kongo auf.
Die mehrsaitigen Vollröhrenzithern aus einer Bambusröhre sind auf Madagaskar beschränkt und dort unter dem Namen valiha bekannt. Sie besitzen in ihrer ursprünglichen Form idiochorde, also aus der äußeren Schicht der Bambusröhre herausgeschnittene Saiten, entsprechend den ostafrikanischen Floßzithern. Diese bestehen aus mehreren, parallel verbundenen dünnen Pflanzenstängeln, aus denen jeweils eine Saite zwischen zwei Fruchtknoten abgelöst wurde. Hierzu gehört die litungu (namensgleich mit der Schalenleier litungu) der Bagisu im Osten Ugandas. Sie sind nur äußerlich den Floßrasseln (kayamba) ähnlich.
Bei den afrikanischen Brettzithern sind die Saiten parallel über ein langrechteckiges Holzbrett gespannt. Die Saiten werden durch an beiden Seiten als Sattel untergeschobene Querhölzer auf Abstand gehalten. In ihrem Verbreitungsschwerpunkt Ostafrika und Zentralafrika kommen hauptsächlich Instrumente mit fünf, sieben und dreizehn Saiten vor. Die in Malawi gespielte bangwe mit üblicherweise sieben Saiten wird zur Resonanzverstärkung mit einem Ende in eine Kalebassenhalbschale oder einen offenen Blechkanister gesteckt. Ähnlich in waagrechter Position über dem Boden mit dem fernen Ende in einer Kalebassenhalbschale wird die mbangwe der Makonde in Nordmosambik gespielt. Die Brettzither kipango im Südwesten Tansanias hat sechs Saiten. An einem Ende ist eine Kalebasse befestigt. In einer modernen Spielposition wird die kipango wie eine Gitarre schräg vor dem Oberkörper gehalten.

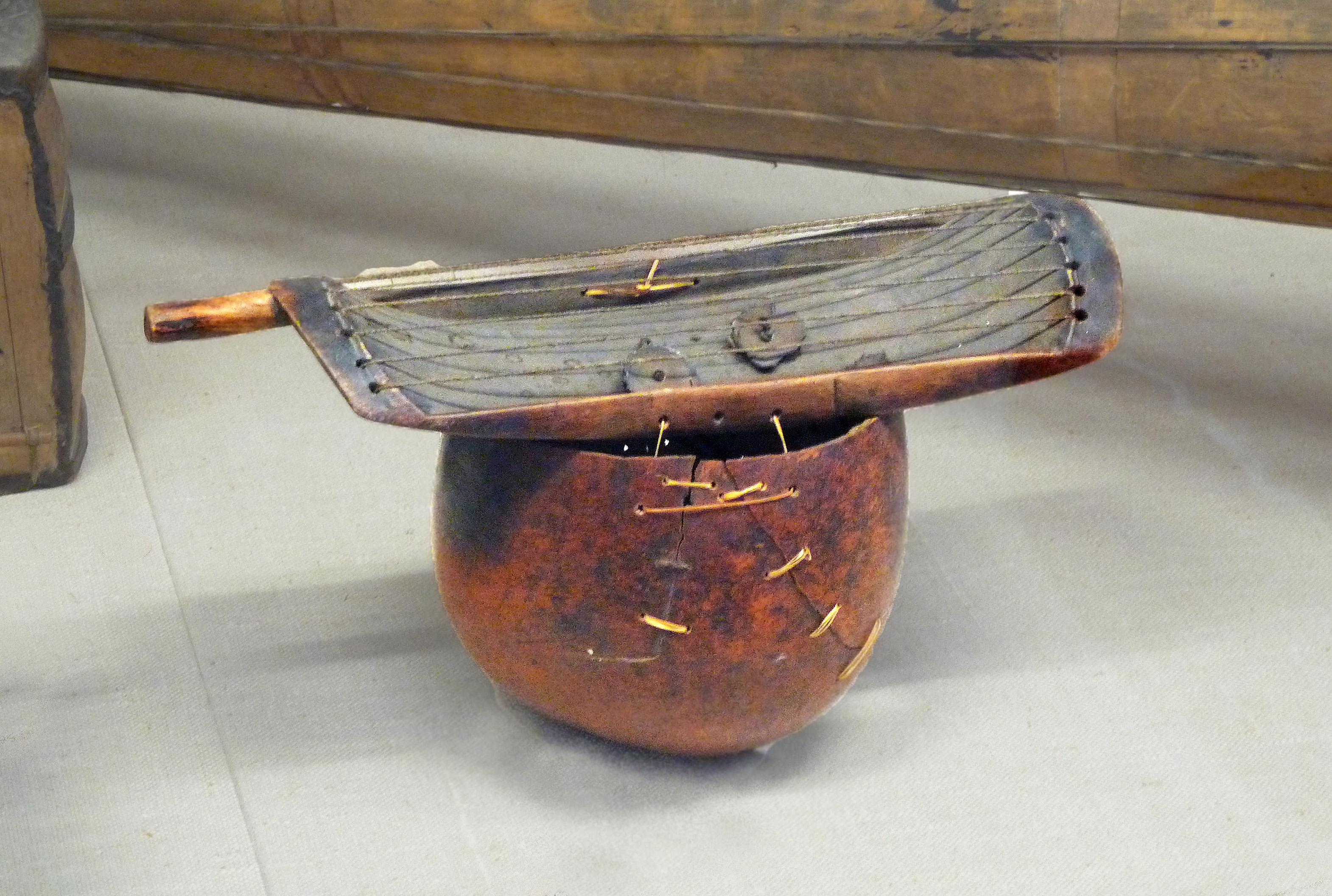
Sechssaitige Schalenzither vom Typ E auf eine Kalebasse gebunden. Sprachgruppe Shi um Bukavu im Osten des Kongo. Königliches Museum für Zentral-Afrika

Die Schalenzithern sind ein den Brettzithern nahestehender Instrumententyp, der ausschließlich in Ostafrika und mit einer besonderen Variante im südlichen Afrika verbreitet ist. Das rechteckige oder langovale Brett ist zu einer flachen Schale ausgeformt, über welche die Saiten der Länge nach gespannt sind, sodass bei den ostafrikanischen Typen keine Querhölzer unter den Saiten erforderlich sind. Außerdem wirkt die Schale resonanzverstärkend, besonders wenn sie tief ausgehöhlt ist. In Ostafrika kommen Schalenzithern oder Trogzithern in ganz Tansania und im Zwischenseengebiet (zwischen Victoriasee, Kivusee und Tanganjikasee) vor, das Uganda, Ruanda, Burundi, den Westen Tansanias und den Osten des Kongo einschließt. Die inanga, auch enanga oder nnanga, die zwischen Burundi, Ruanda und der Insel Ukerewe an der Südküste des Victoriasees in Tansania verbreitet ist, enthält den bantusprachigen Wortstamm -nanga, der vermutlich  ursprünglich allgemein „Saiteninstrument“ bedeutete und auch von den eine nilotische Sprache sprechenden Acholi im Norden Ugandas als Bezeichnung für ihre Trogzither übernommen wurde. Die Trogzither selbst dürften die Acholi durch Vermittlung des Königreichs Bunyoro von den südugandischen Bantugruppen erhalten haben. Der Wortstamm -nanga ist auch im Namen der Bogenharfen ennanga der Baganda und kinanga der Bakonjo im Süden Ugandas enthalten. Die Wortverbreitung macht es in Verbindung mit mündlichen Überlieferungen wahrscheinlich, dass zumindest die Schalenzithern im Zwischenseengebiet einen gemeinsamen Ursprung haben.
Ulrich Wegner (1984) teilt die ostafrikanischen Schalenzithern nach ihrer Form in fünf Gruppen ein. Die inanga des Zwischenseengebiets mit einer breiten, flachen Schalenform und niedrigen Rändern gehört zum Typ A. Bei diesem wird ein einzelner Saitenstrang durchlaufend um Kerben an den gerundeten Schmalseiten geführt. Die ligombo des Typs B ist durch eine sehr schmale, flache Form gekennzeichnet, die sich zu den Seitenmitten verjüngt. Ihr Saitenstrang wird durch Bohrlöcher an den Schmalseiten geführt. Dieser Typ kommt außer bei den Hehe bei den Wakinga in der Njombe-Region in Südtansania, den Sangu in der Mbeya-Region im Südwesten, den Bena in der Iringa-Region und bei den Kaguru im östlichen Zentrum des Landes vor. Eine kürzere Version der ligombo mit sieben Saiten bei den im Umfeld der Sangu in der Region Mbeya lebenden Safwa heißt sumbi. Der Typ C unterscheidet sich vom ansonsten ähnlichen Typ B durch eine tiefere Halbröhrenform und gerade Längswände. Er kommt nördlich des Verbreitungsgebiets von Typ B besonders bei den Gogo in der zentraltansanischen Region Dodoma, bei den Turu in der Region Singida, bei den Sandawe im Kondoa-Distrikt und den Isanzu im Iramba-Distrikt (Region Singida) vor. Typ D ist wiederum lang und schmal, besitzt aber einen flachen Boden und rechtwinklig dazu gerade Seitenwände. Sein Verbreitungsgebiet liegt entlang der Ostküste bei den Zaramo und Kwere in der Region Pwani sowie weiter südlich bei den Makonde. Bei den Makonde und den Nguru- (Ngulu-)Sprechern im östlichen Zentraltansania wurde außerdem der Typ E mit einer breiten rechteckigen Schalenform und einem flachen Boden beobachtet.
Die Saiten aller ostafrikanischen Schalenzithern werden mit den Fingern gezupft. Im südlichen Afrika kommt eine andere Gruppe von Schalenzithern oder Halbröhrenzithern mit einer Saite vor, die mit einem kurzen Bogen gestrichen werden. Ihr ursprünglichster und heute obsoleter Vertreter ist die vermutlich als Weiterentwicklung aus einem Mundbogen hervorgegangene tshidzholo der Venda in Südafrika. Der Saitenton der über einen halbierten und rinnenförmig ausgeschnitzten Ast gespannten tshidzholo wird mit dem Mundraum verstärkt und klanglich verändert. Aus ihr entstand die einsaitige Schalenzither segankuru, bei der am oberen Ende des Saitenträgers eine Blechdose zur Resonanzverstärkung befestigt ist. Die segankuru kommt in Botswana und unter verschiedenen Namen in angrenzenden Ländern vor.

## Bauform

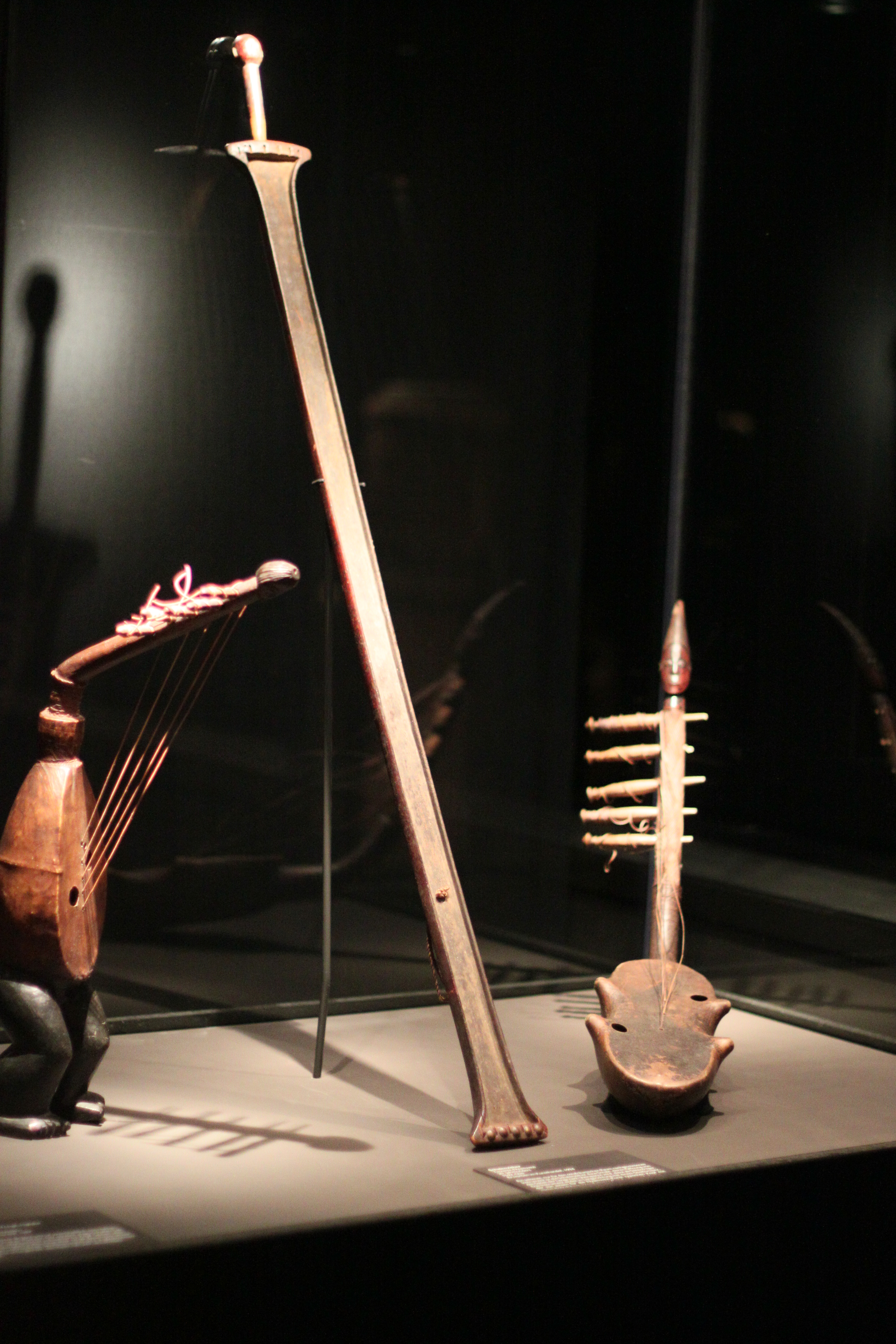
Sechssaitige Schalenzither vom Typ B der Nyamwezi in Zentraltansania. Entspricht der ligombo. Saiten und Resonanzkörper fehlen. Ethnologisches Museum, Berlin.

Die ligombo der Hehe (Wahehe) und Sanga (Wasanga) besteht aus einem etwa ein Meter langen, sehr schlanken Saitenträger aus Holz, der dünnwandig zu einer flachen Rinne ausgearbeitet ist. Die Enden der Rinne sind etwas breiter als der mittlere Bereich, weil sie der Befestigung der sechs parallel aufgespannten Saiten dienen. Am einen Ende, das stumpf abschließt, wird der Saitenträger zur Resonanzverstärkung quer über die kreisförmige Öffnung von 10 Zentimetern Durchmesser einer runden, kissenförmigen Kalebasse gelegt, deren Durchmesser ungefähr 30 Zentimeter beträgt. Der Saitenträger wird mit einer umgeschlungenen und an der Bodenunterseite der Kalebasse verknoteten Schnur ablösbar fixiert.
Die Saitenschwingungen werden wie bei einem Kalebassen-Musikbogen ohne Saitenteilung durch direkten Kontakt des Saitenträgers auf die Kalebasse übertragen. Neben den erwähnten Stabzithern werden auch einige Lamellophone zur Resonanzverstärkung auf oder in die Öffnung von Kalebassen gelegt (vgl. mbila). Das andere Ende des Saitenträgers wird durch ein dünnes Rundholz um einige Zentimeter verlängert. Aus dem Gebiet der Sukuma am Südufer des Victoriasees in Tansania sind Schalenleiern bekannt, bei denen ein solcher Stielfortsatz in einer vollplastisch geschnitzten weiblichen Figur endet. Diese dekorative Figur ist mit bunten Stoffen bekleidet und mit Schmuck behängt und sollte früher bei Musikwettstreiten der Sukuma die Zuschauer auf die Musiker aufmerksam machen. Eine von Friedrich Fülleborn 1898 erworbene ligombo der Hehe, die sich im Ethnologischen Museum in Berlin befindet, besitzt eine solche Figur am Stielende. Das Exemplar ist 106 Zentimeter lang, der Kalebassendurchmesser beträgt 36 Zentimeter.
Die Saiten werden durch die in einer Reihe an den verdickten Stirnseiten der Schale gebohrten Löcher geführt. Wie bei Brettzithern und anderen Schalenzithern handelt es sich nicht um einzeln an den Enden fixierte Saiten, sondern um eine durchgängige Saitenschnur. Diese wird durch alle Löcher von der einen zur anderen Seite gezogen. Die an einem Ende mit einem Querhölzchen fixierte Saitenschnur wird mit dem anderen Ende am Stielfortsatz festgebunden. Die unterschiedliche Spannung der einzelnen Saiten bleibt dank des Reibungswiderstandes an den engen, durch zwei Bohrungen führenden Schlaufen erhalten, auch wenn die Saiten stark gezupft werden. Sie bestehen traditionell aus Darm oder Tiersehnen.

## Spielweise
Die Saiten sind tief gestimmt und produzieren einen dumpfen Klang. Die ligombo wird allgemein zur Gesangsbegleitung verwendet. Bei den Sangu folgt die traditionelle Musik einem hexatonischen oder heptatonischen Tonsystem und die Lieder werden mehrstimmig mit parallelen Terz- und Quartabständen gesungen. Die Sangu haben in ihrer Musik weniger mit den benachbarten Ethnien und mehr mit Viehzüchtergemeinschaften in Angola und Sambia gemeinsam.
Das Siedlungsgebiet der Sangu lag im 19. Jahrhundert an einer Hauptstrecke des ostafrikanischen Karawanenhandels von Bagamoyo nach Tabora, weshalb sie vor 1830 in Kontakt mit muslimischen Swahili-Händlern von der Küste kamen und deshalb relativ früh den Islam annahmen. Die ligomba begleitete früher historische Heldenlieder und Preislieder auf die Oberhäupter. Das Oberhaupt musste die Genehmigung zur Aufführung dieser Lieder erteilen. Nach Angaben der Sangu soll die ligomba ursprünglich ihr eigenes Musikinstrument gewesen sein und die im Osten benachbarten Hehe hätten es von ihnen übernommen. Diese Aussage ist nicht weiter überprüfbar und mit Vorsicht aufzufassen, denn die Sanga erhielten im 19. Jahrhundert durch den Kontakt mit Swahili und Arabern Gewehre, mit denen sie eine regionale Vormachtstellung erlangten und sich Kämpfe mit den verfeindeten, aber sprachlich verwandten Hehe lieferten. Die ligombo kam aber im 19. Jahrhundert wahrscheinlich von den Hehe zu den Bena in der Region Iringa, wo sie den Namen libangobango erhielt.
Der bekannteste ligombo-Spieler der Hehe in den 1940er und 1950er Jahren war Pancras Mkwawa, der Onkel des damaligen Hehe-Oberhauptes, von dem Hugh Tracey 1950 Aufnahmen machte. Eines der Lieder wurde zuerst auf Schellackplatte veröffentlicht.
Gerhard Kubik nahm 1976 das ligombo-Spiel des zu dieser Zeit ungefähr 72 Jahre alten Hehe-Musikers Msigibuluma auf. Bei den Hehe war es üblich, dass ein junger Musikschüler an seiner Seite saß und zum Spiel des Meisters den Grundschlag mit den Händen auf den Resonanzkörper des Instruments schlug. Die ligombo-Musik ist ansonsten wenig dokumentiert und weitgehend verschwunden.